# Miss Brasil Atlântico
Miss Brasil Atlântico é um título dado a uma candidata bem posicionada ou indicada pela organização que promove a candidatura da representante paranaense ao concurso Miss Brasil Latina, sob a coordenação de Marcelo Ramos. O atual diretor assumiu a responsabilidade de enviar candidatas brasileiras para a competição internacional a partir do ano de 2018. Em 2019, a escolha da representante brasileira será através de concurso. O Brasil possui dois títulos no certame, com as gaúchas Daniela Cecconello em 1996 e  Cynthia Brodt em 2003. A atual detentora do título é a paranaense Agnes Eduarda Yenke.

## Vencedoras
| Ano  | Vencedoras               | Estado            | Cidade Natal    | Colocação      |
| 1996 | Daniela Cecconello       | Rio Grande do Sul | Cachoeirinha    | MISS ATLÂNTICO |
| 1999 | Elisângela Kozeniewski   | Rio Grande do Sul | Canoas          |                |
| 2000 | Karen Lisiane Köhler     | Rio Grande do Sul | Santa Maria     | 3º. Lugar      |
| 2001 | Lídia Fortes Dalmaso     | Rio Grande do Sul | Santa Maria     |                |
| 2002 | Karin Lunardi Cavalli    | Rio Grande do Sul | Caxias do Sul   |                |
| 2003 | Cynthia Brodt Martins    | Rio Grande do Sul | Rio Grande      | MISS ATLÂNTICO |
| 2004 | Ana Carolina Dalcól Kiel | Paraná            | Ponta Grossa    |                |
| 2005 | Luana Najara Aben Athar  | Rondônia          | Porto Velho     |                |
| 2006 | Andréa Lopes de Andrade  | Minas Gerais      | Sete Lagoas     | 2º. Lugar      |
| 2007 | Jordana Sidô Nogueira    | Minas Gerais      | Belo Horizonte  |                |
| 2008 | Fernanda de Araújo       | Distrito Federal  | Brasília        |                |
| 2009 | Aline Mendes Tagliari    | Paraná            | Paranaguá       |                |
| 2010 | Natasha Raymundo         | Rio Grande do Sul | Porto Alegre    |                |
| 2011 | Sancler Frantz           | Rio Grande do Sul | Arroio do Tigre |                |
| 2012 | Laís Berté               | Rio Grande do Sul | Garibaldi       |                |
| 2013 | Luiza Chagas †           | Rio de Janeiro    | Rio de Janeiro  | 2º. Lugar      |
| 2014 | Raphaela Lima            | Paraná            | Curitiba        | 3º. Lugar      |
| 2015 | Waleska Eurich           | Paraná            | Palmeira        | 3º. Lugar      |
| 2016 | Beatriz Oliveira         | São Paulo         | São Paulo       |                |
| 2017 | Camila Corrêa            | Distrito Federal  | Goiânia         | 2º. Lugar      |
| 2018 | Agnes Yenke              | Paraná            | Prudentópolis   |                |

### Observações
1. Não há registros de participação brasileira nos anos de 1995, 1997 e 1998. [1]

### Prêmios Especiais
- Miss Simpatia: Ana Carolina Dalcól Kiel (2004)

- Miss Elegância: Elisângela Kozeniewski (1999)

- Miss Internet: Natasha Píres (2010), Sancler Frantz (2011) e Beatriz Oliveira (2016)

- Melhor Traje Típico: Cynthia Brodt (2003) e Luiza Chagas (2013) [2]

- Miss Meio Ambiente: Waleska Eurich (2015)

### Prêmios de Patrocinadores
- Miss Bethel Spa: Raphaela Ferreira (2014)

- Miss Revista Moda: Luiza Chagas (2013)

- Miss Colónia: Laís Berté (2012)

- Miss Etre Belle: Sancler Frantz (2011)

- Miss Solanas Club: Natasha Raymundo (2010)

- Miss Barceló Resort: Luana Najara (2005)